# Cercosaura dicra
Cercosaura dicra là một loài thằn lằn trong họ Gymnophthalmidae. Loài này được Uzzell mô tả khoa học đầu tiên năm 1973.